# Womens Bay
Womens Bay – jednostka osadnicza w Stanach Zjednoczonych, w stanie Alaska, w okręgu Kodiak Island, na wyspie Kodiak.